# ソードアート・オンライン オルタナティブ クローバーズ・リグレット
『ソードアート・オンライン オルタナティブ クローバーズ・リグレット』は、渡瀬草一郎によるライトノベル。イラストはぎん太が担当している。電撃文庫MAGAZINE（KADOKAWA）2016年5月号から2018年1月号まで不定期連載された。単行本は、電撃文庫（KADOKAWA）より2016年11月から2018年8月まで全3巻が刊行された。
川原礫による『ソードアート・オンライン』（Sword Art Online、略称：SAO）を原案としたスピンオフ作品にあたり、同作やその短編「Sisters' Prayer」に登場するゲーム『アスカ・エンパイア』を舞台に物語が展開される。

## あらすじ
1巻
和風VRMMO『アスカ・エンパイア』のプレイヤーである戦巫女のナユタと忍者のコヨミは、ヤナギという老僧侶と出会う。
彼は、100万円を報酬に、あるクエストの謎ときを「探偵」に依頼したいと話す。そして、とある人物がその依頼を引き受けた。

## 登場人物
登場人物表記はアバター名 / 本名の順。

### 主要人物
ナユタ / 櫛稲田 優里奈（くしいなだ ゆりな）
本作の主人公。物語開始時点で17歳の高校2年生。2巻で進級。
ゲームでのジョブは跳躍力に優れた『戦巫女』で、着用している装束はレア装備の『白南風の小袖』。軽装・徒手空拳というジョブの特性を伸ばすピーキーなビルドで、戦巫女の主流ビルドからは外れている。
クレーヴェル / 暮居 海世（くれい かいせい）
AE内で『三ツ葉探偵社』を営む、狐顔の男性プレイヤー。実際は運営側の認可を受けた『ゲーム内観光業』であり、海外プレイヤー向けのゲーム内の名所案内兼通訳や、国内の企業関係者の視察の案内などを行なっている。しかしながら、劇中では結果的にテストプレイを通じて最新鋭のVR技術が絡む不具合の解明や犯罪の調査など探偵じみたこともしばしば行っている。
アバターは幸運のみを伸ばした極端な構成であり、直接的な戦闘能力は皆無。
リアルではSAO生還者で元警官。神奈川在住。現在はクローバーズ・ネットワークセキュリティ・コーポレーション、通称『クロネコ』の代表取締役を務めており、上記の観光業も社の正式な業務の一つである。
SAO時代は安全策を取りつつ、終盤の一時期「アインクラッド解放軍」に所属し、シンカーとユリエールの手伝いを行っていた。当時のアバターネームは不明。
コヨミ / 暦原 栞（こよみはら しおり）
ナユタのフレンドの女性。23歳。ジョブは『忍』であり、素早さ重視のビルド。リアルでは大阪在住のOL。ゲーム・リアル共に見た目は幼く、身長140cm前後と中学生並。七不思議クエスト『ガッコウ（仮）』のテストプレイでセーラー服を着用した際には、中学1年生と言われても違和感がなさすぎるほど。
マヒロ / 霧原 真尋（きりはら まひろ）
中規模の芸能事務所に所属する人気子役タレント。小学生。ゲームでのジョブは『兵法者』。
リリカ / リリカ・ログリエ（りりか ろぐりえ）
クレーヴェルの姉。20代後半。『クロネコ』の広報部長であり、会社名の名付け親でもある。
リアルではアメリカ在住の既婚者。日本名は理梨香。夫のイーサン・ログリエは『クロネコ』の相談役の弁護士であり、橡守の古い友人の息子。
AE内でのジョブは『神弓』。弓を使用するプレイヤー憧れのレア装備『黒鬼灯』を所有している。

### アスカ・エンパイア（AE）運営
虎尾（とらお）
開発部システム管理課・『百八の怪異』エラー検証室長。コヨミと（外見が）同じ年頃の娘がいる。
トチモリ / 橡守（とちもり）
虎尾の上司。アスカ・エンパイア運営の最高技術責任者。

### クローバーズ・ネットワークセキュリティ・コーポレーション（クロネコ）
暮居 海世（くれい かいせい）
クレーヴェルを参照。
リリカ・ログリエ（りりか ろぐりえ）
リリカを参照。
八鳥（はちどり）
『クロネコ』副社長にして一見した雰囲気は至って普通の四十歳ほどの男性。社の一番の出資者で、クレーヴェルの実質的な経済的支援者。マヒロの父の件では様々な調査を行った。
「仕事をしながら猫を撫でる」などという動機ながらも『思考出力システム』を開発した天才。『クロネコ』VRオフィスの基幹システムも、SAO事件の最中に彼が趣味で独自開発したザ・シード規格によらないものである。社内アバターは通勤電車に乗っていそうな普通の姿だが、現実の姿は同僚たちの誰も知らずVRオフィスにもあまり顔を見せない謎の人物。
その実は何らかの理由で現実ではまともに体を動かすことが出来ないという事情を抱えているためであるが、クレーヴェル以外には秘密にしている。
クレーヴェルとは彼が高校生の頃からの知り合いであり、フルダイブ技術登場以前の旧来のネットゲームで同じギルドに所属していた。そしてクレーヴェルのアドバイスを元に開発したアプリが馬鹿売れし、更に権利を大手に売却、それを元手にした投資と株により財を成すこととなった。クレーヴェルがSAO事件に巻き込まれた後は彼を救うべくVR技術を本格的に学ぶも個人では力及ばず、事件解決後に起業するクレーヴェルのサポートを決め現在に至っている。
千寿屋（せんじゅや）
『クロネコ』所属のデザイナー。社内VRオフィスの視覚系全般のデザインを担当している。性格的にはコヨミに近い系統の人間で「ヘラヘラして言葉遣いは軽いが、愛想が良くて底抜けに明るく人懐っこい好青年。ナユタがホラーな化け物を淡々と叩きのめした様子を見てからは彼女を姉御と呼んでいる。が、彼女ほど可愛くはないので周囲の扱いは相応。
AE内でのジョブは描いた絵を使い魔として実体化させる『絵師』。
クレーヴェル同様SAO生還者であり、当時のアインクラッド解放軍で知り合う。事件に巻き込まれて就活に失敗し、途方に暮れていた所をクレーヴェルの立ち上げた『クロネコ』に拾われる。犬を飼っていたがSAOに囚われた二年間のうちに亡くなっており、AEで『絵師』を選択したのはその弔いのフシがある。
リアルでは離島住まい。SAO事件の慰霊式で菱川の知人の娘を介抱した際に彼女から見初められるが、個人情報の記帳をサボったことで娘に自身と海世を人違いさせ、一悶着起こすこととなった。
自称・プチ閉所恐怖症。
大柿（おおがき）
『クロネコ』営業部長。東京都の埼玉県境に在住。
警察官時代のクレーヴェルに痴漢冤罪の潔白を証明された過去を持ち、その縁からクレーヴェルが社の立ち上げに相談に行った際にそのまま彼の片腕となった。法令関係に強く義理堅い人物。
千手屋曰く「ド正論の人」で性格的には最強。社内での実質的な序列は八鳥に次ぐ。リリカや千手屋などにはツンデレ呼ばわりされているが彼らのような人種にはある種の天敵であり、コヨミも（野生の勘で）逆らってはいけない相手にカテゴライズしている。
仕事漬けであった海世を変えたナユタとコヨミには真剣に感謝している。

### 幽霊囃子
ヤナギ / 矢凪 貞一（やなぎ ていいち）
クロービスの祖父。81歳。リアルでは菓子舗『矢凪屋竜禅道』の会長を務めている。
クロービス / 矢凪 清文（やなぎ きよふみ）
「スリーピング・ナイツ」の元メンバー。本伝マザーズ・ロザリオ編の時点で既に故人。
ランとメリダ同様に他のメンバーよりも早くこの世を去ることになったが、「百八の怪異」に自身の作成した「幽霊囃子」クエストが採用され、ユウキたちとはまた違った形で生きた証を残した。
このクエストはマザーズ・ロザリオの物語と同時期にアスカ・エンパイア内に実装されたものの、幽霊騒動が発生したことで配信が一時停止され、クレーヴェルが調査に乗り出すことになる。
狐面の童
『幽霊囃子』内に仕込まれたAI。

### 鬼姫双紙
霧原 真尋（きりはら まひろ）
マヒロを参照。
山代 宗光（やましろ むねみつ）
マヒロの実父。プログラマー。裏社会絡みの仕事に携わり続けた結果、妻との離婚へと至った。
その後、『トナミ興業』傘下の投資詐欺会社にてシステム保守を請け負っていた際に投資金持ち逃げの主犯格として疑われ、粛清を免れるためにをクラゲの助け舟に乗り、彼の本名を使いゲームプログラマーとしてAE運営に潜り込んでいた。
しかしクラゲが病死したことでそれすらも不可能となり、彼の仕事を引き継ぐことになるが、最終的に犯罪組織は公安のマークに気づき山代を見捨て逃亡。命を狙われる心配がなくなったことと娘との再会に安堵しながら自首した。
くらげ / 遠藤 透（えんどう とおる）
山代の元同僚。同じく裏社会絡みの仕事に携わっており、投資詐欺会社を抜けた後は犯罪組織の下で詐欺サイトの制作や官公庁等へのハッキングで生計を立てていた。山城を匿い自身の名前を使わせるが、生まれつきの心臓疾患がもとで病死する。

### その他の人物
ヤクモ / 櫛稲田 大地（くしいなだ だいち）
ナユタの兄であり、SAO事件の犠牲者の一人。
クリアまで後数ヶ月という時期、上官に引っ張られて前線に突っ込んだ結果、頑丈さ重視のアバターであったにもかかわらず一撃死を余儀なくされた。
シンカー（Thinker）
今作ではクレーヴェルの友人として登場。
詳細はシンカーを参照。
楢伏 弥彦（ならふし やひこ）
マヒロのマネージャー。クレーヴェルの大学時代の同期で、ヤクモとも親しかった。リリカには彼の動向を定期報告するよう命令されており、ナユタとのクレーヴェルの関係も楢伏経由で千手屋などに筒抜けになっている。
菱川（ひしかわ）
外資系大手IT企業『シャンカラ』日本法人部長。SAO事件に巻き込まれた息子のナーヴギアを殺害条件が認知される前に無理やり外してしまい、結果的に自らの手で息子を殺してしまった過去を持つ。思考出力システムを目当てに八鳥を引き抜こうとし、断られた後はクレーヴェルに虎尾を介して知人の娘の令嬢との縁談を持ちかけようとしたが仲介を断られ頓挫した。
実際のところは引き抜きは社の意向ながら菱川の関知しないところで行われ、縁談の件も偶然の一致と千手屋の怠慢が生んだ誤解であった。そのため『ガッコウ（仮）』でクレーヴェルと対面した際には『クロネコ』と敵対するつもりはないと弁解している。むしろ菱川がSAO事件の慰霊式で知り合った令嬢もまたSAO生還者であり、友人を失い塞ぎ込んでいた彼女が式の場でクレーヴェル（と間違えた千手屋）を見初めた事を知って被害者同士気が合うだろうと気を回した結果であった。
また、周囲には息子を殺したと嘯いていることについても海世は嘘であると推測しており、菱川一家は海世が警察辞職前に閲覧したSAO事件報告書に記載されていた初期死亡例の実例そのものであり、菱川はショックで記憶障害となった妻を庇っていると見立てている。
海世の推測が事実かどうかは明らかではないが、『ガッコウ（仮）』にてナユタに現在では死との向き合い方を間違えているかもしれないという疑念を打ち明けている。

## 用語解説
百八の怪異

ジョブ

鬼動傀儡

クローバーズ・ネットワークセキュリティ・コーポレーション

思考出力システム

## 既刊一覧
| 巻数 | タイトル                                                          | 発売日         | ISBN              |
| ---- | ----------------------------------------------------------------- | -------------- | ----------------- |
| 1    | ソードアート・オンライン オルタナティブ クローバーズ・リグレット  | 2016年11月10日 | 978-4-04-892487-0 |
| 2    | ソードアート・オンライン オルタナティブ クローバーズ・リグレット2 | 2018年1月10日  | 978-4-04-893594-4 |
| 3    | ソードアート・オンライン オルタナティブ クローバーズ・リグレット3 | 2018年8月10日  | 978-4-04-893971-3 |